# Palácio da Luz
O Palácio da Luz é um edifício histórico que foi sede do governo do estado do Ceará, Brasil, de 1808 até 1960.

## História
A estrutura foi construída no final do século XVIII, com a ajuda de trabalho indígena, inicialmente para ser residência do capitão-mor Antônio de Castro Viana e que, em seguida, passou a ser a Câmara Municipal e em 1814 foi adquirido pelo Governo Imperial por meio da Provisão Régia de 27 de julho e passou a ser do governo do Ceará.

### 1960
Em 1960, mais precisamente no dia 2 de fevereiro, quando o prefeito de Fortaleza era Manuel Cordeiro Neto e o governador do estado era Parsifal Barroso, inicia-se uma parcial derrubada do edifício, o que causou prejuízos à riqueza de detalhes do patrimônio arquitetônico da construção e em 29 de dezembro de 1966 passa a sedear a Companhia de Desenvolvimento Agronômico e Pecuário do Ceará

### 1968
Conforme o Diário Oficial do Estado do Ceará a edificação é protegida como patrimônio histórico a mando da lei n° 9.109 de 30 de julho de 1968.

### 1969

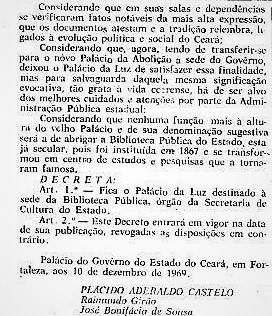
Decreto estadual que oficializa a Biblioteca Estadual no Palácio da Luz.

Decreto estadual de 10 de dezembro de 1969 instada a Biblioteca Estadual do Ceará no Palácio da Luz.

### 1975
Em 1 de março de 1975 o governo de César Cals determina que a Casa da Cultura Raimundo Cela funcione no Palácio da Luz.

### 1989
Em 1989, no governo Tasso Jereissati, o palácio foi passado para funcionar como sede da Academia Cearense de Letras e dispõe de uma biblioteca de 15.000 livros disponíveis para pesquisas especializadas..